# Halesa gonodontaria
Halesa gonodontaria là một loài bướm đêm trong họ Geometridae.